# Restinga de Lobito

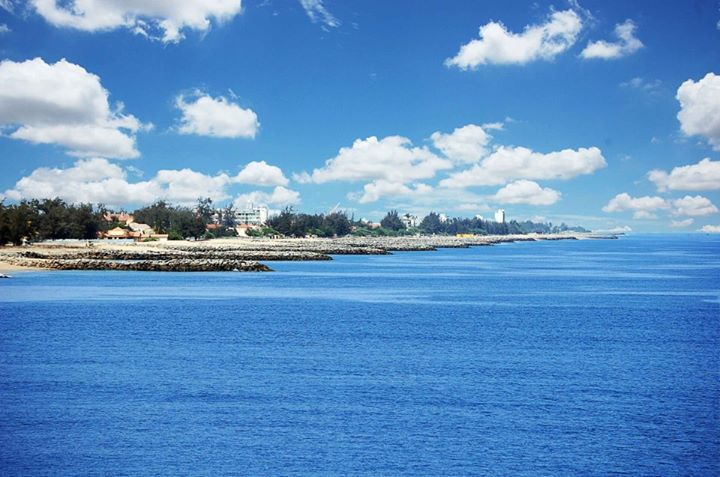
Ponta da Restinga, em 2013.

A Restinga de Lobito, mais conhecida como Ponta da Restinga, é um acidente geográfico do tipo restinga em Angola. É a barreira natural que forma a baía de Lobito, além de abrigar uma parte da cidade do Lobito, na província de Benguela. Possui cerca de 10 km de extensão, da Colina da Saudade até ao Farol do Ponto Final, enquanto que suas faixas litorâneas opostas distam de 200 a 300 metros.
A Ponta da Restinga é densamente povoada, sendo que seu território é altamente valorizado para fins imobiliários e turísticos, sendo residência da classe média alta da cidade do Lobito.
O banco de areia que atualmente forma a Restinga de Lobito começou a surgir no século XVII, com o assoreamento provocado pelas marés. A um ritmo de 15 a 20 metros por ano, o crescimento da Restinga foi detido já no século XX, com a construção de pontões que evitaram que a baía do Lobito, fundamental para o porto natural excepcional (Porto do Lobito), se fechasse à navegação.